# Sleaford Mere Conservation Park
Sleaford Mere Conservation Park är en park i Australien.   Den ligger i delstaten South Australia, i den södra delen av landet, 1 200 km väster om huvudstaden Canberra. Sleaford Mere Conservation Park ligger vid sjöarna  Sleaford Mere Kujabidni och Kuyabidni.